# Синица (приток Мологи)
Синица — река в России, протекает по Максатихинскому району Тверской области, по территории Труженицкого сельского поселения. Река вытекает из болота западнее деревни Горка, течёт преимущественно на восток. Устье реки находится в 253 км от устья реки Мологи по левому берегу, у деревни Топальское. Длина реки составляет 14 км.

## Данные водного реестра
По данным государственного водного реестра России относится к Верхневолжскому бассейновому округу, водохозяйственный участок реки — Молога от истока и до устья, речной подбассейн реки — Реки бассейна Рыбинского водохранилища. Речной бассейн реки — (Верхняя) Волга до Куйбышевского водохранилища (без бассейна Оки).
Код объекта в государственном водном реестре — 08010200112110000005972.